# Caenohalictus
Caenohalictus är ett släkte av bin. Caenohalictus ingår i familjen vägbin.

## Dottertaxa tillCaenohalictus, i alfabetisk ordning[1]
- Caenohalictus alticola
- Caenohalictus antarius
- Caenohalictus aplacodes
- Caenohalictus autumnalis
- Caenohalictus azarae
- Caenohalictus azureus
- Caenohalictus babuarus
- Caenohalictus baeri
- Caenohalictus canosus
- Caenohalictus cicindulus
- Caenohalictus columbus
- Caenohalictus cuprellus
- Caenohalictus curticeps
- Caenohalictus cyanopygus
- Caenohalictus dilutior
- Caenohalictus dolator
- Caenohalictus eberhardorum
- Caenohalictus ecuadorensis
- Caenohalictus elachion
- Caenohalictus fulgens
- Caenohalictus galletue
- Caenohalictus gaullei
- Caenohalictus implexus
- Caenohalictus incertus
- Caenohalictus intermedius
- Caenohalictus iodurus
- Caenohalictus lindigi
- Caenohalictus macellus
- Caenohalictus mitratus
- Caenohalictus modestus
- Caenohalictus monilicornis
- Caenohalictus moritzi
- Caenohalictus mourei
- Caenohalictus notares
- Caenohalictus obnuptus
- Caenohalictus opaciceps
- Caenohalictus opacus
- Caenohalictus oresicoetes
- Caenohalictus pacis
- Caenohalictus palumbes
- Caenohalictus pisinnus
- Caenohalictus pygosinuatum
- Caenohalictus rectangulus
- Caenohalictus rimosiceps
- Caenohalictus riveti
- Caenohalictus robertsi
- Caenohalictus rostraticeps
- Caenohalictus rostrifer
- Caenohalictus schulthessi
- Caenohalictus tessellatus
- Caenohalictus thamyris
- Caenohalictus thauca
- Caenohalictus trichiothalmus
- Caenohalictus turquesa